# Streptokokóza ptáků
Streptokokóza představuje bakteriální onemocnění drůbeže, exotů i volně žijících ptáků. Vyskytuje se jak v akutní septikemické, tak i v chronické formě s mortalitou pohybující se mezi 0,5–50 %. Klinicky zjevné infekce jsou obvykle sekundárního původu, protože u většiny ptáků představují streptokoky část normální mikroflóry. Streptokoky jsou v přírodě ubikvitární a obecně se vyskytují v prostředí s chovanou drůbeží. 

## Historie a výskyt
Akutní streptokokové infekce byly poprvé popsány u kura domácího Nogaardem a Mohlerem (1902) a Mackem (1908). Edwards a Hull (1937) pozorovali chronickou streptokokózu u slepic projevující se 50% mortalitou, zánětem vejcovodu a pobřišnice. U krůt byla streptokokóza popsána Volkmarem (1932).

## Příčiny nemoci (etiologie)
Nejčastější příčinou streptokokózy u ptáků je Streptococcus zooepidemicus (sérologická skupina C podle Lancefieldové) a enterokoky Enterococcus faecalis, E. faecium, E. durans a E. avium (skupina D).

### Klasifikace
Rod Streptococcus zahrnuje podmíněně patogenními komensály sliznic živočichů, primárně patogenní jsou jen některé druhy, např. Streptococcus pyogenes. Vzhledem k velké rozmanitosti vlastností druhů v rámci rodu se streptokoky klasifikují pomocí 4 základních kritérií, kterými jsou (1) typ změn na krevním agaru (alfa, beta a gama hemolytické), (2) sérologické třídění (skupiny podle Lancefieldové) na základě přítomnosti stěnového polysacharidového antigenu, (3) biochemické a fyziologické vlastnosti a (4) patogenita a místo výskytu (pyogenní, enterokoky aj.).
Enterokoky se vyskytují jako saprofyté a komensálové trávicího traktu ptáků; vzhledem k jejich odlišným vlastnostem byl pro ně vytvořen samostatný rod Enterococcus.

### Morfologie a kultivace
Streptokoky jsou kulaté nebo oválné buňky, průměrné velikosti pod 2 µm. V zorném poli mikroskopu se vyskytují jednotlivě, v párech nebo v krátkých řetízcích. Jsou grampozitivní, kataláza negativní, spory netvoří, některé druhy tvoří příležitostně pouzdro. Většina druhů je nepohyblivých, fakultativně anaerobních, růst některých je podporován CO2. Konečným produktem fermentace cukrů je kyselina mléčná. Běžně se izolují na krevním agaru, kde tvoří po 24hodinové kultivaci drobné kolonie s různým typem hemolýzy a jejichž vzhled se liší podle disociační fáze.
Enterokoky („fekální streptokoky“) se liší od streptokoků nejen genotypicky, ale i menší náročností na kultivační média, rezistencí k vysokému pH (8,5), schopností růst v hypertonickém roztoku (6,5 % NaCl) a dalšími charakteristikami. Na krevním agaru vytvářejí šedobílé kolonie většinou bez hemolýzy. Jsou považovány za indikátory fekálního znečištění prostředí, vod a potravin.
Druhová diferenciace streptokoků a enterokoků se provádí na základě jejich morfologie a růstových, biochemických a sérologických vlastností.

### Antigenní vlastnosti a patogenita
Streptokoky se vyznačují řadou antigenních struktur a faktorů patogenity vázaných na buňky (stěnový polysacharidový antigen, peptidoglykan, proteinové antigeny, kyselina lipoteichoová, pouzdro aj.) i produkovaných extracelulárně (toxiny, streptolyziny, hayluronidáza, streptokinázy, deoxyribonukleáza a další). Jejich význam v patogenezi onemocnění ptáků je v porovnání se savci znám mnohem méně. Bez ohledu na význam predispozičních faktorů na vznik onemocnění mohou však usnadňovat infekci anebo inhibovat obranný systém hostitele i jiné kompetitivní bakterie.

## Vznik a šíření nemoci (epizootologie)

### Hostitel
Streptokoky i enterokoky jsou považovány za část autochtonní mikroflóry kůže a sliznic trávicího, dýchacího i reprodukčního traktu ptáků. Patogenita těchto oportunních koků závisí na funkčním stavu obranného mechanismu hostitele. Predispozičními faktory pro vznik nemoci jsou nejčastěji imunosuprese, kontaminující infekce a někdy i faktory virulence produkované určitými kmeny streptokoků a enterokoků.
Beta hemolytické a pyogenní streptokoky se u ptáků v porovnání se savci vyskytují zřídka. Mnohem častější jsou infekce alfa hemolytickými (viridujícími) streptokoky a enterokoky. S. zooepidemicus většinou postihuje dospělého kura domácího, ale byl prokázán také jako příčina mortality u divoce žijících ptáků. Experimentálně jsou vnímaví králíci, myši, krůty, holubi, kachny a husy. S. dysgalactiae byl vykultivován u poražených brojlerů s celulitidou. S. mutans byl zjištěn jako příčina septikémie a zvýšené mortality u husí, přičemž možnými predispozičními faktory byly kontaminovaná pitná voda a špatná kvalita podestýlky. Přirozená i experimentální infekce S.gallolyticus (syn. S. bovis) způsobuje akutní septikémii a kloubní infekce u závodních holubů.
Bakteriální endokarditida u drůbeže může být způsobována četnými bakteriemi, jako jsou E. faecalis, E. faecium, E. durans, S. zooepidemicus, Staphylococcus aureus a Pasteurella multocida. Z přirozených infekcí bývá nejčastějším izolátem E. faecalis, kterým lze endokarditidu vyvolat experimentálně po iv. infekci. Streptokoky byly také izolovány z osteomyelitidy u krůt společně s E. coli a stafylokoky.
E. faecalis postihuje ptáky bez ohledu na věk; je častou příčinou zvýšené mortality u embryí a mladých kuřat po fekální kontaminaci násadových vajec. E. faecium a S. mutans byly identifikovány jako příčina zvýšených úhynů u kachňat a housat. Enterokoky mohou být příčinou vyšší embryonální mortality, zánětu pupků a žloutkového váčku i letálně probíhající septikémie u kuřat do 10. dne věku. U starších věkových kategorií mohou způsobovat endokarditidy a tvorbu granulomů v játrech.

### Přenos
Infekce se sice může šířit vertikálně, častější je však horizontální přenos přes dutinu ústní nebo pupek, vzduchem nebo poraněnou sliznicí či kůží. Predispoziční faktory napomáhají vzniku onemocnění (interkurentní infekce, oslabení tělesné konstituce, stresory prostředí aj.). Vertikální přenos může být příčinou časné embryonální mortality a zvýšené morbidity a mortality po vylíhnutí. Infekce čerstvě líhnutých mláďat často souvisí s omfalogenní postnatální septikémií. Streptokoky přežívají po dlouhou dobu v prostředí. Jsou citlivé na většinu běžně používaných dezinfekčních prostředků.

### Patogeneze
Streptokoky skupiny C způsobují septikémii s následným systémovým onemocněním embolicko-trombotického charakteru a úhynem. Enterokoky mohou mimo trávicí trakt způsobovat nekrotické zánětlivé změny v infikovaných orgánech. Terénní infekce se zpravidla vyskytují po orální infekci a to většinou po vylíhnutí a u rostoucích ptáků. E. faecalis indukuje akutní septikémii nebo subakutní až chronické onemocnění. U mladých ptáků převládá akutní forma a u přežívajících často vznikají endokarditidy. Po vertikálním přenosu vykazují líhnutá kuřata akutní septikémii.
U kanárů E. faecalis nepatří mezi autochtonní flóru a může primárně vyvolávat respirační onemocnění, projevující se subakutním až chronickým zánětem průdušnice, dušností a šelesty. Naopak E. columbae je autochtonní složkou flóry střeva u holubů.

## Projevy nemoci (symptomatologie)
Inkubační doba kolísá od jednoho dne do několika týdnů, nejčastěji ale 5–21 dní.

### Klinika
Infekce S. zooepidemicus se většinou vyskytují u dospělé drůbeže, ale mohou být příčinou úhynů i u divoce žijících ptáků. Enterokokové infekce postihují ptáky bez ohledu na věk. Nebezpečné jsou zejména infekce násadových vajec a infekce velmi mladých ptáků. V postiženém hejnu se infekce šíří poměrně pomalu. Někteří ptáci uhynou, jiní se mohou částečně uzdravit. U rekonvalescentů jsou ale časté recidivy.
Příznaky onemocnění vyvolávané pyogenními (vyvolávající hnis) streptokoky a streptokoky skupin C a D jsou celkem podobné. Streptokokóza u drůbeže probíhá ve formě akutní nebo chronické. U mladé drůbeže je průběh onemocnění většinou akutní až perakutní, u starších spíše protrahovaný až chronický.
Klinické příznaky při septikémii bez ohledu na věk mohou být představovány náhlými úhyny nebo silnou depresí s následným úhynem během 2–6 dnů po výskytu prvních příznaků (akutní průběh). Mortalita se může pohybovat od 5 do 90 %. Dalšími možnými příznaky jsou netečnost, bledý nebo cyanotický hřebínek, lalůčky i obličej, načepýřené peří, vodnatý nažloutlý průjem, rychlý pokles hmotnosti, dušnost, výtok z nosu někdy i s příměsí krve, konjunktivitidy, zánět nosních dutin a u nosnic snížení až zastavení snášky. U ptáků, kteří přežijí systémovou infekci, dochází ojediněle ke vzniku endokarditidy a insuficienci srdečních chlopní. Tento stav se obtížně diagnostikuje, někdy se projevuje jako chronická dyspnoe.
Při prolongované formě (subakutní až chronické) se pozorují deprese, anémie, postupné hubnutí, průjem, horečka, zchromnutí v důsledku zánětlivého postižení kloubů a pochev šlachových, někdy opuchnutí krku v celé jeho délce, tremor hlavy i tortikolis (zkroucení krku). Fibrinózní změny kloubů, případně i s tvorbou abscesů, se mohou objevovat i za několik měsíců po počáteční infekci.
U amazoňanů s mírným výtokem z nozder byl izolován streptokok skupiny G, který způsoboval respirační onemocnění i u mláďat chovaných ve stejné voliéře.
U pštrosů byla infekce streptokoky skupiny C charakterizována nepohyblivostí, anorexií a poruchami polykání. Streptokoky společně s Corynebacterium pyogenes mohou vyvolávat neštovičné změny na sliznici dutiny zobáku a volete. Infekce holubů S. gallolyticuss způsobovala perakutní úhyn až chronický zánět svalů a kloubů.
Enterokoky jsou častou příčinou pneumonií (zánět plic) u různých druhů ptáků, zejména pěvců; primárně postihují mladé ptáky. U kanárů způsobuje E. faecalis zánět průdušnice a změnou nebo kompletní ztrátou hlasu. Podobné klinické příznaky vyvolává u kanárů také tracheální roztoč (Sternostoma tracheacolum). 

## Diagnostika
Předběžnou diagnózu umožňuje průkaz streptokoků na krevním nátěru nebo v otiskových preparátech z poškozených srdečních chlopní nebo změn od ptáků s typickými příznaky a změnami. Streptokokózu potvrzuje izolace S. zooepidemicus nebo enterokoků (bez fekální kontaminace) z typických změn u drůbeže s odpovídajícími klinickými příznaky.
Diferenciální diagnostika zahrnuje jiné bakteriální septikemické nemoci, např. stafylokokózu, kolibacilózu, choleru a červenku. Dále je také vhodné vyloučit technologické chyby při líhnutí, virovou artritidu, mykoplasmózy a salmonelózy.

## Terapie a prevence
Parenterální ošetření antibiotiky bývá účinné v počáteční fázi nemoci, s postupující dobou trvání klesá úspěšnost léčby. Ve všech případech klinické streptokokózy se doporučuje test mikrobiální citlivosti.
Z preventivních opatření se doporučuje omezovat stresy a zabraňovat vzniku imunosupresivních chorobám. Pečlivá asanace prostředí a DDD redukují rezidentní streptokokovou infekci v prostředí. Plynování formaldehydem snižuje celkový počet streptokoků v líhních.